# Buna (Papúa Nueva Guinea)
Buna es una aldea costera ubicada en la provincia de Oro en Papúa Nueva Guinea. Buna es más conocida por haber sido uno de los lugares de la batalla de Buna-Gona durante la Segunda Guerra Mundial. Buna también es uno de los puntos que marca el inicio (o el final) del Sendero de Kokoda.
Se dice que el General Douglas MacArthur utilizó a Buna como una base de operaciones de avanzada luego de que la aldea fuese recapturada a finales de 1942 por tropas aliadas.